# Inga ouraphylla
Inga ouraphylla är en ärtväxtart som beskrevs av Uribe. Inga ouraphylla ingår i släktet Inga och familjen ärtväxter. Inga underarter finns listade i Catalogue of Life.